# Robertgurneya intermedia
Robertgurneya intermedia är en kräftdjursart som beskrevs av Bozic 1954. Robertgurneya intermedia ingår i släktet Robertgurneya och familjen Diosaccidae. Inga underarter finns listade i Catalogue of Life.